# Урулюнгуй 1-й
Урулюнгу́й 1-й (рос. Урулюнгуй 1-й) — село у складі Приаргунського округу Забайкальського краю, Росія.

## Історія
Село Урулюнгуй 2-й утворено 2013 року шляхом виділення зі складу села Урулюнгуй. 2018 року перейменована на сучасну назву.